# أوجوست كوهلر
أوجوست كارل يوهان فالنتين كوهلر (بالألمانية: August Köhler)‏ (آذار 4، 1866-آذار 12، 1948) كان بروفيسور ألماني وعضو طاقم في شركة كارل زايس في ينا، ألمانيا. يعرف كوهلر بالأساس بسبب تطويره للتقنية المجهرية المسماة إضاءة كوهلر، مبدأ هام في تحسين دقة المجهر الضوئي بواسطة إضاءة متساوية في كل مجال الرؤية. أحدث هذا الاختراع ثورة في بناء المجهر الضوئي ويستخدم حتى يومنا هذا على نطاق واسع في التقنيات المجهرية التقليدية وكذلك في التقنيات المجهرية الرقمية العصرية.

## النشأة وتعليمه
وُلد كوهلر عام 1866 في مدينة دارمشتات، ألمانيا، والتحق بمدرسة لودويج-جورجس-جيمناسيوم حتى عام 1884. من ثم تعلّم في الجامعة التقنية في دارمشتات وجامعتي هايدلبرغ وغيسن مغطيًا مجالات متنوعة ابتداءً من علم الحيوان وعلم النبات حتى علم المعادن، الفيزياء والكيمياء.

## التدريس والعمل الأكاديمي
تخرّج كوهلر في آب 1888 مع درجة التدريس وعمل لاحقًا كمدرس في الجامعتين التقنيتين في دارمشتات وبنجن قبل عودته إلى الجامعة. بدأ كوهلر مسيرته الأكاديمية كطالب، مرشد ومساعد للبروفيسور سبينجل في معهد علم الحيوان في جامعة غيسن، ألمانيا. كان موضوع أطروحة الدكتوراة الخاصة به هو تصنيف البطلينوس، وهو مشروع يعتمد بشكل كبير على التصوير المجهري مما دفع كوهلر إلى محاولة تحسين جودة الصور الملتقطة عير التصوير المجهري. تم نشر نتيجة هذا العمل في عام 1893.
بعد حصوله على لقب الدكتوراة من جامعة غيسن في عام 1893، عمل كوهلر عدة سنوات كمدرس في المدارس الثانوية في بينجن. في عام 1900، تمت دعوته للانضمام إلى شركة زايس للأشغال البصرية في ينا، ألمانيا، من قبل سيغفريد كزابسكي على أساس عمله سابقًا على تحسين إضاءة المجهر. مكث كوهلر في زايس كفيزيائي لمدة 45 عامًا، وأصبح صاحب دور أساسي في تطوير التصميم الحديث للمجهر الضوئي. ابتداءًا من سنة 1922 حتى تقاعده في حزيران 1945، كان أيضًا بروفيسور للمجهر الضوئي في جامعة جينا.